# سابور الثاني
شابور الثاني أو سابور ذو الأكتاف (309-379م) هو أحد ملوك الفرس وهو سابور بن هرمز بن نرسي. هو الملك الوحيد في تأريخ الساسانيين الذي توّج وهو في رحم أمه، بأن وضع تاج الملك على بطن أمه وهي حامل به. ولد شابور ملكاً، وأثناء شبابه كانت الإمبراطورية الساسانية تحت سيطرة أمه والنبلاء في الدولة، فانتشر بين العرب والروم أن ملك الفرس صغير فطمعوا في المملكة الساسانية، وفي تلك الفترة غلبت العرب على سواد العراق. وكان أغلبهم من ولد إياد بن نزار، وكان يُقال لها طبق لإطباقها على البلاد. وملكها يومئذ الحارث بن الأغر الإِيادي، فلما بلغ شابور ستة عشرة سنة، أعد أساورته للخروج إليهم والإيقاع بهم، وكانت إياد تصيف بالجزيرة وتشتو بالعراق، وكان في حبس سابور رجل منهم يُقال له لقيط، فكتب إلى إياد شعراً ينذرهم به، ويعلمهم خبر من يقصدهم، وهو:

| سلام في الصحيفة من لقيط    |  | على من في الجزيرة من إياد |
| بأن كسرى الليث يأتيكم دلاق |  | فلا يحسبكم شوك القَتَاد     |
| أتاكم منهمُ سبعون ألفاً      |  | يَجُرون الكتائب كالجراد     |
| على خيل ستأتيكم فهذا       |  | أوانُ هلاككم كهلاك عاد     |

فلم يعبؤا بكتابه، وسراياه تكر نحو العراق وتُغِير على السواد، فلما تجهز القوم نحوهم أعاد إليهم كتاباً يخبرهم فيه أن القوم قد عسكروا، وتحشَدوا لهم، وأنهم سائرون إليهم، وكتب لهم شعراً أوله.

| يا دار عَمْرَةَ من تذكارها الجرعا |  | هَيًجْتِ لي الهم والأحزان والوجعا   |
| أبلغ إياداً وحلل في سراتهم     |  | أني أرى الرأي إن لم أعْصَ قد نصعا |
| ألا تخافون قوماً لا أبا لكم    |  | مَشَوْا إليكم كأمثال الدَّبى سُرُعا    |
| لو أن جمعهمُ راموا بهدتهَم      |  | شُمَ الشماريخ من ثهلان لانصدعا    |
| فقلِّدوا أمركم لله دركم         |  | رَحْبَ الذراع بأمر الحرب مضطلعا    |

فأوقع بهم، فعمهم القتل، واستطاع شابور تأمين المناطق الجنوبية من الإمبراطورية، ولم يفلت منهم إلا نفر لحقوا بأرض الروم، وخلع بعد ذلك أكتاف العرب، فسمي بعد ذلك شابور ذو الأكتاف.
ثم بدأ شابور حملته الأولى ضد الرومان في الغرب، وحقق نجاحاً مبكراً بعد حصارِ سنجاره، على أية حال فتوحاته أوقفتها هجمات الروم البدائيين على طول الحدود الشرقية للإمبراطورية الساسانية وهددت هذه الهجمات ترانسوكسيانا وهي منطقة حرجة بشكل إستراتيجي يكون فيها سيطرة الفرس على طريق الحرير، بالإضافة إلى أن قوات الملك شابور الثاني العسكرية لم تكن كافية للسيطرة على الأراضي الغربية التي احتلها، فاضطر إلى توقيع معاهدة سلام مع الإمبراطور البيزنطي كوستنتيوس الثاني (353-361) والتي فيها وافق كلا الجانبين ألا يهاجم أراضي بعضهم البعضِ لفترة زمنية محددة.
الملك شابور الثاني بعد ذلك زحف بجيوشه شرقاً نحو ترانسوكسيانا لمقابلة الروم الشرقيين البدائيين وسحق القبائل الآسيوية المركزية، وضم منطقتهم كمحافظة جديدة في إمبراطوريته.
تبع التوسع الثقافي هذا النصرِ، واخترق الفن الفارسي تركستان ووصل إلى حد ما إلى الصين، الملك شابور الثاني بدأ مع الملك البدائي جرمباتيس حملته الثانيةَ ضد الرومان في 359 م، وفي هذا الوقت بقوته العسكرية الكاملة ودعمه من القبائل التركية البدائية كانت الحملة ضد الرومان ناجحة بشكل كبير، ما مجموعه خمس محافظات رومانية تركها الرومان للفرس بعد اكتمال حملتهم ضدهم.
اتبع الملك شابور الثّاني سياسة دينية قاسية وفي عهدِه اكتملت مجموعة النصوص المقدّسة للزرادشتية المسماة أفيستا، وعوقب المبتدعون والمرتدون عن الدين الزرادشتي واضطهد المسيحيين، واضطهاد المسيحيين كان ردّ فعل ضدّ المسيحية التي اعتنقتها الإمبراطورية الرومانيةِ بفعل قسطنطين الكبير (324-337)، ولكن الملك شابور الثّاني كان مثل الملك شابور الأول وِدِّياً نحو اليهود الذين عاشوا في حرية نسبية في عهده، وكَسبَ اليهود العديد مِنْ الفوائدِ في عهد الملك شابور الثاني .
في الوقت الذي مات فيه الملك شابور الثاني، كَانتْ الإمبراطورية الساسانية الفارسية أقوى أكثر من أي وقت مضى، فمع أعدائها في الشرقِ كانت الأوضاع هادئة، وكانت أرمينيا تحت السيطرةِ الفارسية.